# Ostarbeiter

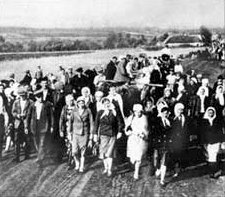
Des Ukrainiens de Tcherkachtchyna partent pour l'Allemagne nazie pour servir de main-d'œuvre, 1942.

Ostarbeiter (en français « Travailleur de l’Est ») est le terme officiel employé pendant la Seconde Guerre mondiale par le régime nazi pour désigner les travailleurs étrangers rassemblés d'Europe centrale et orientale dans le but d’effectuer des travaux forcés à la solde du Troisième Reich. Ces travailleurs forcés étaient principalement utilisés dans les entreprises de l'industrie de l'armement et de l'agriculture, afin de compenser la pénurie de travailleurs allemands liée à la guerre. Leur statut juridique a été déterminé en juin 1942 par le Ministerrat für die Reichsverteidigung (de).
L'Allemagne nazie a commencé à déporter des civils soviétiques et d’Europe de l’Est au début de la guerre. C’est après l'opération Barbarossa, entamée le 22 juin 1941, que le régime nazi intensifie ses déportations de population à des niveaux sans précédent vers l’Ouest. Sur toute la période de la guerre, l’historien russe Pavel Polian estime que 3 à 5,5 millions de travailleurs orientaux ont été employés au profit du Troisième Reich.
Ainsi, les autorités allemandes raflèrent de manière arbitraire des civils au sein des districts allemands nouvellement établis du Reichskommissariat Ukraine, du District de Galicie (lui-même rattaché au gouvernement général) et du Reichskommissariat Ostland. À l’époque, ces zones englobaient la Pologne occupée par les Allemands et les territoires conquis de l'Union soviétique. Sur le plan ethnique, la majorité des personnes mobilisées de force étaient d’origine ukrainienne, polonaise, biélorusse, russe, ou appartenant à d'autres groupes ethniques d’Europe orientale, tels que les Tatars.
Les Ostarbeiter étaient forcés de vivre dans des camps gardés et fermés. Beaucoup d’entre eux sont morts de faim, d’épuisement lié au travail, victimes de bombardements, de mauvais traitements et d'exécutions sommaires perpétrées par leurs surveillants allemands. Les Ostarbeiter se voyaient souvent refuser un salaire et, lorsqu'ils étaient payés, ceux-ci percevaient une somme dans une monnaie spéciale qui ne pouvait être utilisée que pour acheter des produits spécifiques dans les camps où ils vivaient. Afin de les distinguer plus facilement des autres travailleurs forcés, les Ostarbeiter devaient porter un écusson rectangulaire bleu et blanc orné de l'inscription « OST » (« Est ») attaché solidement à leurs vêtements.
Après la guerre, les puissances alliées ont rapatrié une grande partie des plus de 2,5 millions d'Ostarbeiter libérés. Ceux qui ont fait le choix de retourner en URSS ont souffert d’ostracisme social ainsi que de la déportation vers les goulags pour motif de « rééducation », notamment parce qu'ils étaient accusés de collaboration avec l'ennemi et d'espionnage en raison de leur séjour dans la sphère de pouvoir allemande. Les autorités américaines ont interdit le rapatriement d'Ostarbeiter en octobre 1945, et certains d'entre eux ont immigré aux États-Unis ainsi que dans d'autres pays n'appartenant pas au bloc de l'Est.
En 2000, le gouvernement allemand et des milliers d'entreprises allemandes ont effectué un paiement unique d'un peu plus de 5 milliards d'euros aux Ostarbeiter victimes du régime nazi.

## Terminologie
Déjà avant le début de la guerre, le Troisième Reich manque de forces de travail et doit employer des travailleurs étrangers saisonniers dans les campagnes. On y retrouve des travailleurs polonais, tchèques, italiens, yougoslaves, hongrois, bulgares ou encore hollandais. C’est la guerre totale, prônée par Joseph Goebbels lors du discours du Sportpalast en 1943, qui marquera la fin des travailleurs libres au sein du Reich.

Badge des Ostarbeiter

Dorénavant, des forces de travail étrangères vont remplacer la main-d’œuvre allemande dans le Reich et les territoires occupés. Ainsi, un système de classes à plusieurs échelles, basé sur des critères relatifs à la nationalité des travailleurs, fut créé parmi les travailleurs étrangers déportés au sein du Troisième Reich. Plusieurs catégories de travailleurs forcés (Zwangarbeiter) utilisés dans le Grand Reich allemand voient donc le jour ; parmi lesquelles 8,4 millions de travailleurs civils étrangers (ausländischer Zivilarbeiter), des travailleurs forcés venant de l’Est, des Français du STO, d’environ 4,6 millions de prisonniers de guerre (Kriegsgefangene), puis d’1,7 million de détenus de camps de concentration (KZ-Häftlinge). Les Ostarbeiter étaient les travailleurs de l'Est, principalement du Reichskommissariat Ukraine. Ils étaient marqués d'un badge portant l'inscription « OST » (« Est ») et étaient soumis à des conditions encore plus dures que les travailleurs civils. Ils étaient contraints de vivre dans des camps spéciaux, clôturés par des fils barbelés et gardés, et étaient particulièrement exposés aux jugements arbitraires de la Gestapo et des gardes des usines commerciales et industrielles.

## Histoire
À la fin de l’année 1941, et alors que la guerre bat son plein en Union soviétique, l’Allemagne nazie fait face à un manque cruel de main-d’œuvre qui ronge l’industrie du Reich, principalement dû à l’enrôlement massif des hommes dans l’armée allemande sur le front. Afin de combler ce manque, Hermann Göring décrète l’apport de main-d’œuvre manquante en puisant dans les territoires occupés d’Europe centrale et orientale à la suite de l'Opération Barbarossa. Cette main-d’œuvre composée essentiellement de slaves est ainsi nommée « Ostarbeiter ».
À partir de 1944, cette politique de déportation massive se transforma en enlèvements massifs de pratiquement n'importe quel individu pour répondre aux besoins en main-d'œuvre de l'organisation Todt. Ainsi, 40 000 à 50 000 enfants polonais âgés de 10 à 14 ans furent enlevés par les forces d'occupation allemandes et transférés en Allemagne en tant que travailleurs esclaves dans le cadre de la Heuaktion. Le terme Heuaktion est un acronyme désignant les enfants orphelins et sans-abri en absence de tuteur légal (H pour heimatlos, E pour elternlos, U pour unterkunftslos, c'est-à-dire HEU, littéralement « l'Opération de foin »). Après leur arrivée en Allemagne, les enfants étaient remis au Reichsarbeitsdienst ou à l'usine d'avions Junkers. Le but secondaire de ces enlèvements était de faire pression sur les populations adultes pour qu'elles s'inscrivent à la place des enfants.

### Ostarbeiter-Erlasse
Le 20 février 1942, Heinrich Himmler, Reichsführer SS et chef de la police allemande, publie l‘Ostarbeiter-Erlasse. Ce décret soumet plus de trois millions de travailleurs civils déportés de l'Union soviétique à un droit spécial discriminatoire et fut l'un des plus importants décrets nationaux-socialistes.
Les nationaux-socialistes considéraient les travailleurs d’Europe de l'Est et d’Union soviétique occupée comme des personnes racialement inférieures et politiquement dangereuses, mais dont l'emploi dans l'économie de guerre allemande était nécessaire et non négligeable. Heinrich Himmler publie les "Allgemeinen Bestimmungen über Anwerbung und Einsatz von Arbeitskräften aus dem Osten" (en français "Dispositions générales sur le recrutement et l'emploi des travailleurs de l'Est") stipulant que : « Pendant leur séjour dans le Reich, les travailleurs de l'ancienne zone soviétique doivent être strictement séparés de la population allemande, des travailleurs civils étrangers et de tous les prisonniers de guerre [...], être logés dans des camps fermés (casernes) avec une clôture [...] de préférence en fil de fer barbelé. Pendant leur séjour dans le Reich, ils doivent porter une marque visible en permanence sur le côté droit de la poitrine de chaque vêtement. Les cas de rapports sexuels illicites [...] doivent être sanctionnés [...] par des mesures de police d'État et les travailleuses enceintes doivent être expulsées vers l'Est si possible ».

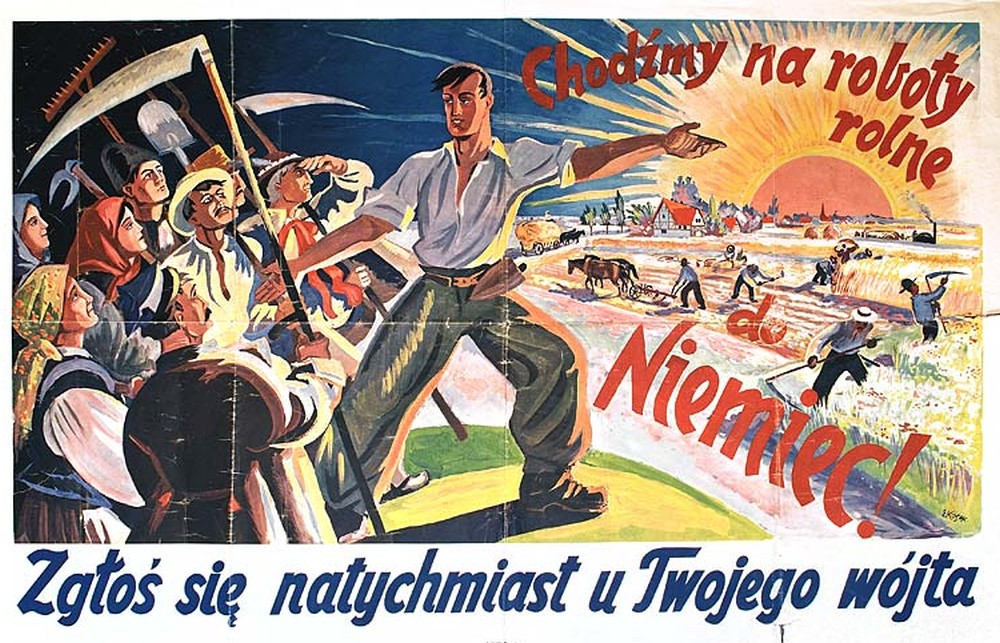
Affiche de propagande allemande: "Allons en Allemagne pour travailler à la ferme! Faites immédiatement rapport au chef de votre village"

### Recrutement volontaire
Au départ, une campagne de recrutement a été lancée en janvier 1942 par Fritz Sauckel, l’organisateur nazi des déportations de travailleurs des pays occupés vers l’Allemagne. Les annonces de propagande garantissaient notamment aux engagés volontaires des repas chauds afin de pouvoir les attirer. Le premier train était plein au départ de Kiev le 22 janvier 1942.
La propagande s’est intensifiée dans les mois suivants, martelant que près de 100 000 Ukrainiens travaillaient et vivaient déjà en Allemagne. Cependant, la rumeur sur les conditions de travail inhumaines que les Ukrainiens rencontraient en Allemagne s'est répandue et la campagne n'a pas réussi à attirer suffisamment de volontaires. Le recrutement forcé et le travail forcé furent alors mis en œuvre.

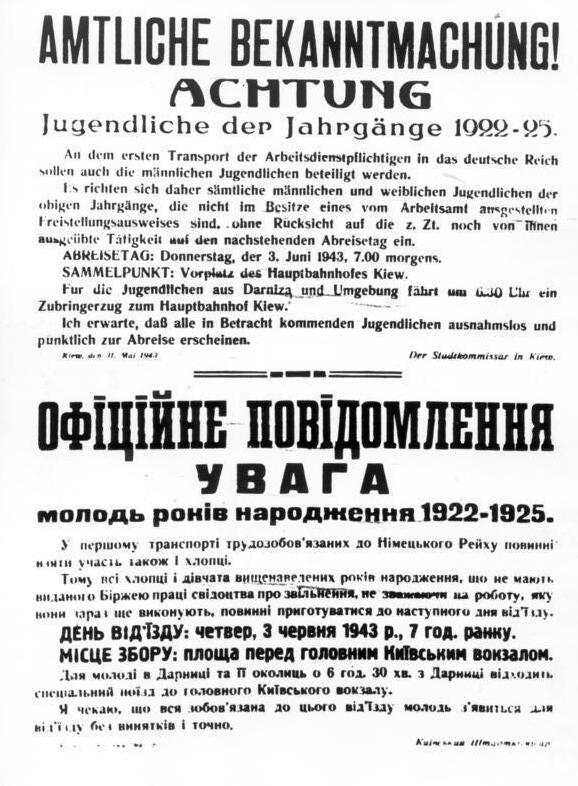

### Recrutement involontaire
Avec les nouvelles des terribles conditions de vie de nombreux Ostarbeiter dans le Troisième Reich, le réservoir de volontaires s'est vite tari. En conséquence, les Allemands ont été contraints de recourir à des rafles massives, souvent en utilisant le stratagème consistant à cibler de grands rassemblements tels que les congrégations religieuses et les foules lors de manifestations sportives, des groupes entiers étant tout simplement raflés sous la menace vers les camions à bétail qui les attendaient et déportés en Allemagne.

### Conditions
Les Ostarbeiter étaient forcés de vivre dans des camps gardés et fermés. Beaucoup d’entre eux sont morts de faim, de surmenage, victimes de bombardements, de mauvais traitements et d'exécutions sommaires perpétrés par leurs surveillants allemands. Les Ostarbeiter se voyaient souvent refuser un salaire ; lorsqu'ils étaient payés, ils percevaient une somme dans une monnaie spéciale qui ne pouvait être utilisée que pour acheter des produits spécifiques dans les camps où ils étaient internés. Afin de les distinguer plus facilement des autres travailleurs forcés, les Ostarbeiter devaient porter un écusson rectangulaire bleu et blanc orné de l'inscription "OST" ("Est") attaché solidement à leurs vêtements.
En Allemagne, les Ostarbeiter vivaient soit dans des camps privés appartenant aux grandes entreprises, soit dans des camps spéciaux gardés par les Werkschutz, des services de police privés rémunérés à la solde des nazis. En moyenne, ils travaillaient 12 heures par jour et six jours par semaine. Les travailleurs percevaient environ 30 % du salaire des travailleurs allemands ; cependant, la plus grande partie de l'argent servait à payer la nourriture, les vêtements et la pension. Les autorités du travail, le RSHA Arbeitskreis, se plaignaient que de nombreuses entreprises considéraient ces anciens travailleurs civils soviétiques comme des "prisonniers civils", les traitaient en conséquence et ne leur versaient aucun salaire.
Selon la loi, ils recevaient des rations alimentaires plus mauvaises que celles des autres groupes de travail forcé. Des rations de famine et des logements primitifs étaient donnés à ces malheureux en Allemagne. Étant ethniquement slave, ils ont été classifiés socialement par les autorités allemandes comme Untermenschen ("Sous-hommes"), donnant un droit infondé aux geôliers des camps de battre, terroriser, et tuer pour leurs infractions. Les congés sans autorisation ou les évasions étaient punis de mort ; ceux qui essayaient de s'échapper étaient pendus en guise d’exemple là où d'autres travailleurs pouvaient voir leurs corps dans le but de les en dissuader.
Conformément à ces nouvelles lois raciales, toutes relations sexuelles, même celles qui n'aboutissaient pas à une grossesse, étaient sévèrement punies au titre de crime de Rassenschande. Les viols de femmes Ostarbeiter étaient extrêmement fréquents et ont conduit à des dizaines de milliers de grossesses dues à des viols. De nombreux Ostarbeiter sont morts lorsque les bombardements alliés ont visé les usines où ils travaillaient et que les autorités allemandes ont refusé de les laisser entrer dans les abris anti-bombes. Nombre d’entre eux ont également trouvé la mort parce que les autorités allemandes ont ordonné qu'on les fasse travailler jusqu'à ce que mort s'ensuive.

### Statistiques
De 1941 à 1944, lors de l'occupation allemande de l'Europe centrale et orientale, plus de 3 millions de personnes ont été emmenées en Allemagne sous le nom d'Ostarbeiter. Selon les estimations de l’historien russe Pavel Polian, ce nombre s'élevait à 5,5 millions d’individus, les deux tiers aux trois quarts étaient des Ukrainiens. Il y avait légèrement plus de femmes que d'hommes Ostarbeiter. Ces dernières étaient employées dans l'agriculture, les mines, les usines d'armement, de production de métaux et les chemins de fer. Les Ostarbeiter étaient initialement envoyés dans des camps intermédiaires, où les ouvriers étaient choisis pour leur affectation directement par les représentants des entreprises en manque de main d'œuvre. Les Ostarbeiter étant considérés comme très productifs et efficaces, beaucoup d’entre eux travaillaient pour des entreprises privées, mais beaucoup étaient employés dans les usines d'armement, cibles privilégiées des bombardements alliés.

### Nourrices
Parmi les Ostarbeiter, une catégorie spéciale était celle des jeunes femmes recrutées pour faire office de nourrices au sein de familles allemandes. A ce propos, Adolf Hitler soutenait que beaucoup de femmes avaient le désir d’avoir des enfants, et que beaucoup d'entre elles étaient limitées par le manque d'aide domestique. Heinrich Himmler parlait de reconquérir ainsi le sang allemand et d'en faire profiter aussi les femmes, qui bénéficieraient d’une ascension sociale en travaillant en Allemagne et même avoir la possibilité de s'y marier. Elles ne pouvaient être affectées qu'à des familles avec beaucoup d'enfants qui formeraient aussi correctement les nourrices. À l'origine, ce recrutement n'était effectué que dans les territoires annexés de la Pologne, mais le manque de femmes ayant réussi le dépistage l'a étendu à toute la Pologne, ainsi qu'aux territoires occupés de l'URSS.

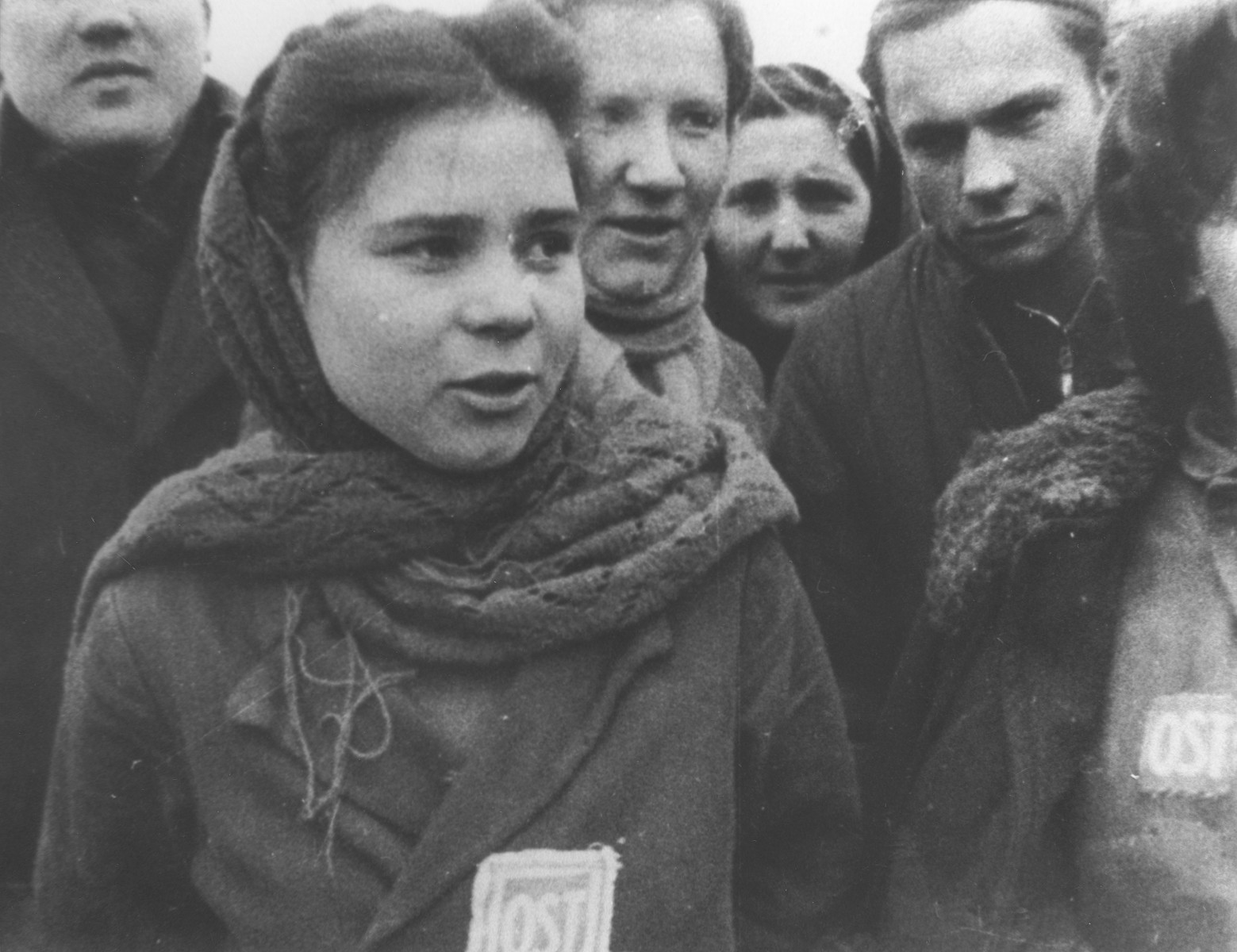
Des travailleuses forcées portant des insignes "OST" (Ostarbeiter) sont libérées d'un camp près de Lodz.

## Rapatriement
En 1944, le gouvernement soviétique a commencé à s'occuper du rapatriement de tous les civils déportés vers l’Allemagne et les territoires annexés par le IIIe Reich, à savoir environ 4 millions de personnes. Le général Filipp Golikov, chef de la commission de rapatriement créée en octobre de la même année, déclara à l’agence TASS : “Tous les citoyens soviétiques tombés dans l’esclavage fasciste seront accueillis par leur Patrie comme des enfants (…) et leurs fautes effacées à condition qu’ils s’engagent à travailler de tout cœur à la reconstruction de leur pays”.
En février 1945, lors de la conférence de Yalta, les États-Unis et la Grande-Bretagne (et plus tard la France) signeront l'accord proposé par l'Union soviétique, selon lequel les Alliés s’engageaient à livrer à l’URSS tous les ressortissants soviétiques présents sur leur territoire ou le territoire d’occupation qu’ils contrôleraient, indépendamment du désir exprimé par ces personnes de retourner ou non dans leur pays d’origine.
Le NKVD (Commissariat du peuple aux Affaires intérieures) s'occupera de la mise en place de plus de 150 “champs de filtration et de contrôle”, qui deviendront 250 en 1946. Plus de 5 millions de civils et militaires y passeront, la plupart récupérés par des troupes anglo-américaines ou françaises puis livrés aux Soviétiques selon les accords de Yalta.
Selon certaines sources, la plupart des civils ont réussi à regagner leurs foyers alors qu'une partie minime seulement a été envoyée dans des “bataillons de reconstruction”, ou pire, condamnée à l'emprisonnement dans des camps spéciaux situés dans le "grand Nord"; selon d'autres, environ 300 000 d'entre eux ont été exécutés à leur retour dans leur pays d'origine et environ 2,5 millions ont été condamnés à des camps de travail pour des périodes allant de 3 à 25 ans. Certains, face au retour en Union soviétique, ont choisi de se suicider. La principale raison pour laquelle les Ostarbeiter ont subi certains traitements est qu'on les estimait “idéologiquement contaminés au contact du monde non-socialiste” et qu’ils pouvaient “donner de leur expérience une image par trop différente de la vérité officiellement proclamée”.
Dans tous les cas, les nouvelles sur le traitement des Ostarbeiter commencèrent à filtrer dans l'Ouest. En septembre 1945, le général Dwight Eisenhower interdit le recours à la force et, le 20 décembre, les civils (à l'exception des collaborateurs) furent exemptés - en vertu de la directive McNamey-Clark - du retour forcé. En conséquence, de nombreux Ostarbeiter ont commencé à s'échapper vers la zone américaine.
Même pour ceux qui ont réussi à éviter les camps de travail ou la captivité, la réintégration était loin d'être facile. Selon le géographe et historien russe Pavel Polian, les Ostarbeiter revenus au village furent accueillis, par leurs concitoyens et par les autorités locales, avec sympathie et commisération. Dans les villes, au contraire les rapatriés se heurtèrent durablement à diverses discriminations : à l’embauche, à la promotion professionnelle, au logement. En général, les Ostarbeiter étaient souvent accusés par leurs concitoyens d'avoir trahi leur patrie et de rester en sécurité en Allemagne pendant que la guerre faisait rage dans leur pays. En outre, le contrôle exercé par les autorités soviétiques (le PCUS ou même le KGB) sur les Ostarbeiter et sur leurs proches est resté très serré, tant en ce qui concerne l'accès au travail que la liberté de circulation.

## Dédommagements
Immédiatement après la guerre, tous les gouvernements dont les populations avaient été affectées par le système de travail forcé allemand ont compilé des preuves de demandes de réparation. Lors du London Debt Settlement en 1953, le gouvernement de la République fédérale d'Allemagne a réussi à reporter la question. La question est redevenue d'actualité au lendemain de la réunification allemande. De nombreuses industries, conscientes qu'elles avaient largement recouru aux travailleurs forcés pendant la guerre, craignaient de devenir l'objet de recours collectifs. Sous une pression juridique croissante mais aussi de l'opinion publique, le gouvernement allemand a décidé en 1999 d'allouer 2,5 milliards d'euros pour les réparations, suivi de celui autrichien qui en a alloué 0,44 million. Six mois plus tard, les deux pays ont adopté des lois prévoyant l'indemnisation des personnes encore en vie qui avaient été les plus durement touchées par la guerre.
L'année suivante, la fondation Erinnerung, Verantwortung und Zukunft (Mémoire, responsabilité et avenir), créée par le gouvernement allemand et plus de 6 500 entreprises allemandes, a fait don de la somme de 10 milliards d'euros répartis entre 6 groupes (Biélorussie et Estonie, République tchèque, Russie, Pologne, Ukraine et Moldavie, Conférence de la compensation juive). Pour identifier les survivants, la fondation ne s'est pas appuyée sur des preuves démographiques mais sur les données fournies par ces associations.

## Recherches
La fondation «Souvenir, responsabilité et avenir» a coopéré avec le Musée historique allemand et certaines universités allemandes et a créé le projet “Travail forcé 1939-1945”. La FernUniversität de Hagen a donné sa contribution avec le projet “Documentation des entretiens de vie avec d'anciens esclaves et travailleurs forcés”. Des équipes d'entrevues historiquement avisées et engagées personnellement de 32 institutions dans 26 pays ont mené les entretiens et développé le matériel connexe. Le portail d'information “Forced Labor in the NS State”, inclut dans ses modules de base les comptes des archives européennes pertinentes de 13 pays.
Le Service des archives d'État d'Ukraine (le pays d'où proviennent environ 75% des Ostarbeiter) dispose désormais d'une collection de documents en ligne montrant des avis officiels publiés par le gouvernement allemand d'occupation en Ukraine. Cependant, selon l'historien Yuri Kondufor, les témoignages oculaires de l'expérience ukrainienne d'Ostarbeiter sont pratiquement inexistants.
En 2019, le film-documentaire Ostarbeiter, produit et interprété par Lukia Costello (la petite-fille d'une travailleuse forcée ukrainienne) a été présenté aux États-Unis.